# Ralf Diegel
Ralf Diegel (* 1. Dezember 1963 in Frechen) ist ein deutscher Schwimmer und Olympiateilnehmer. Der 1,84 m große und 76 kg schwere Athlet startete für die SSF Bonn. 
Er gewann 1983, 1984 und 1986 jeweils die deutsche Meisterschaft über 400 m Lagen. Hinzu kommt eine Vizemeisterschaft über 200 m Lagen im Jahr 1986. 
Im Jahr 1984 nahm er an den Olympischen Spielen in Los Angeles teil.   
- Über 200 m Lagen kam er in 2:06,66 min auf Platz 8 (Gold ging an den Kanadier Alex Baumann, der in 2:01,42 min Weltrekord schwamm).
- Über 400 m Lagen verpasste er als Vorlauf-Neunter das Finale nur knapp. Im B-Finale wurde er in 4:28,94 min Vierter.

Diegel ist heute Mitglied des Vorstands des Frechener Schwimm-Vereins. Von Beruf ist er Steuerberater.